# Hemimorina nubiculata
Hemimorina nubiculata là một loài bướm đêm trong họ Geometridae.